# جمب سكوير
جمب سكوير (باليابانية: ジャンプスクエア) هي مجلة شونن مانغا شهرية تنشرها شوئيشا. انطلقت المجلة في 2 نوفمبر 2007 كبديل لشونن جمب الشهرية. تستهدف المانغا المتابعين من الشباب الذكور حيث تحتوي محتوى فانتازي وعديد مشاهد الأكشن.

## روابط خارجية
- جمب سكوير على موقع ANN company (الإنجليزية)